# Csapody Lajos
Zalalövői Csapody Lajos (Petőfalva, 1729. október 8. – Veszprém, 1801. június 6.) jezsuita rendi szerzetes, címzetes püspök, zalalövői Csapody László öccse. Unokaöccse, zalalövői Csapody Gábor (1760–1825), Somogy vármegye alispánja volt.

## Élete
A zalalövői Csapody család sarja. Szülei zalalövői Csapody Ferenc (1689-1762) és szentviszlói Deseő Máriát (†1756) voltak.
1747. október 14-én Trencsénben lépett be a rendbe. Grazban matézist, Bécsben és Nagyszombati Egyetemen teológiát tanult és ugyanott doktorált. Tanítani Budán, a rend gimnáziumában kezdett.
1758-ban Bécsben szentelték pappá, ezután Besztercebányán volt lelkipásztor. 1759-ben a Pázmáneum lelki igazgatója lett. 1761-ben a nagyszombati egyetemen termtudományt tanított, 1762-ben egyháztörténetet, 1763-ban a grazi egyetemen egyházjogot és erkölcstant, majd 1765-ben a nagyszombati egyetemen dogmatikát oktatott. 1766 és 1770 között kinevezett, 1770-72-ben választott dékán volt.
1773-ban, a rend föloszlatását követően után esztergomi egyházmegyés papként igazgatta a nagyszombati gimnáziumot, 1774. október 23.-án az egyetemi könyvtár egyik igazgatójává neveztetett ki 600 forint évi fizetéssel.
1775-től a hittani kar dékánja, 1776-ban az egyetem rektora is volt. 1777-ben Bajzáth József püspök hívta őt át a veszprémi egyházmegyébe, ahol március 17-étől hántai prépost és veszprémi kanonok lett, augusztus 1-jétől 1783-ig a veszprémi szeminárium tanulmányi felügyelője, később 1790 és 1801 között vicerektora volt. 1792-ben fejezte be a szeminárium építését. 1778-ban baconiai apát, 1797. július 20-án nagyprépost és 1798. március 30-án szkópiai címzetes püspök lett.
Horváth János kanonok mondott fölötte gyászbeszédet. Zimányi Lajos piarista pedig emlékére latin verset írt (Veszprém, 1801).

## Munkái
- Laudatio funebris… C. Jo. Pálffy palatini… 1751
- De gratia Christi libri IV. Praemissae: Dissertationes historicae de Pelagio, Semipelagianis, Luthero, Calvino, Mich. Bajo, Corn. Jansenio, Pasch. Quesnello et Congregationibus de auxiliis gratia. Tyrnaviae, 1769
- De religioni revelata, ejus regulis et virtutibus praecipuis partes II cum dissertatione de Autoritate historiae Veteris et Novi Testamenti. Uo. 1771
- De Deo et divinis ejus atributis libri III cum dissertatione praevia de communi naturae sensu. Uo. 1772
- De augustissimis Trinitatis et incarnatione mysteriis libri II. Uo. 1772
- Reflexiones ad disquisitionem de jure coronandarum reginarum Hungariae eb episcopo Bärnkopf. Posonii et Pestini, 1792